# مبارزه مسلحانه، هم استراتژی و هم تاکتیک

تصویری از جلد کتاب

مبارزه مسلحانه، هم استراتژی و هم تاکتیک اثر مسعود احمدزاده، از بنیان‌گذاران و نظریه‌پردازان سازمان چریک‌های فدایی خلق ایران است.
این اثر، بیشترین تأثیر را در شکل‌دهی بنیان تئوریک فداییان برای نزدیک به شش سال و بنیان تئوریک سه گروه انشعابی فداییان پس از انقلاب ۱۳۵۷ داشت. احمدزاده در این رساله، تحلیلی اجتماعی – اقتصادی از جامعه ایران و ساخت طبقاتی آن ارائه کرد و به مسائلی چون طبقه کارگر و متحدانش، سازماندهی جنبش انقلابی و نقشی که مبارزه مسلحانه پیشاهنگ ایفا می‌کند، پرداخت.
آرای نظریه‌پردازان جنبش‌های چریکی آمریکای لاتین، آرای کسانی چون رژی دبره (به‌ویژه نظریهٔ انقلاب ازطریق جنگ چریکی) ، تأثیر واضحی بر او داشت و احمدزاده استعاره «موتور کوچک» و «موتور بزرگ» را از دبره اخذ کرد تا رابطی بین نیروی چریکی و طبقات انقلابی را توصیف کند.
احمدزاده در توصیف ضرورت مبارزه مسلحانه، مانند امیرپرویز پویان، نوشت که مبارزه مسلحانه راه را برای آگاهی مردم از نیروی تاریخی خود و برای این که سازمان به یک ارتش توده‌ای تبدیل شود و انقلاب را تا پیروزی نهایی‌اش رهبری کند، هموار خواهد ساخت.